# Ankazoabo (distrikt)
Ankazoabo District är ett distrikt i Madagaskar.   Det ligger i regionen Atsimo-Andrefanaregionen, i den sydvästra delen av landet, 500 km sydväst om huvudstaden Antananarivo.